# El Clásico
El Clásico (katalonsko El Clàssic) je nogometni derbi med kluboma FC Barcelona in Real Madrid C.F., največjima in najuspešnejšima španskima nogometnima kluboma, ki je prvič potekal 13. maja 1902. Ob finalu Lige prvakov in Milanskem derbiju je najbolj gledana klubska nogometna tekma in velja za enega največjih športnih rivalstev na svetu. Rivalstvo se je razvilo tudi zaradi rivalstva med največjima španskima mestoma, Madridom in Barcelono, ter političnih napetosti med španskim in katalonskim prebivalstvom. Najboljši strelec na tekmah med kluboma je s štiriindvajsetimi goli argentinski nogometaš Lionel Messi, ki igra za Barcelono od leta 2004. Barcelona je na uradnih tekmah zmagala 94-krat, Real iz Madrida pa 95-krat. Upoštevajoč tudi prijateljske tekme je razmerje 114:99 v korist Barcelone.